# Juni 2024
Dit artikel geeft een chronologisch overzicht van de belangrijkste gebeurtenissen per dag in de maand juni van het jaar 2024.

## Gebeurtenissen

### 9 juni
- Het Israëlische leger bevrijdt vier gijzelaars in Gaza. Het ging om Noa Argamani, Almog Meir, Andrey Kozlov en Shlomi Ziv, die sinds 7 oktober 2023 waren gegijzeld door Hamas.

### 15 juni
- Aan het Zwitserse Vierwoudstrekenmeer start een vredesconferentie over Oekraïne.

### 17 juni
- De Europese Raad keurt de Verordening inzake natuurherstel goed.

### 26 juni
- Julian Assange, klokkenluider en stichter van WikiLeaks, arriveert na zijn vrijlating in zijn thuisland Australië.

## Overleden
<< · januari · februari · maart · april · mei · juni · juli · augustus · september · oktober · november · december · >>